# 科諾佩利卡
50°55′5″N 25°26′9″E / 50.91806°N 25.43583°E
科諾佩利卡（烏克蘭語：Конопелька），是烏克蘭的村落，位於該國西部沃倫州，由盧茨克區負責管轄，始建於1846年，面積0.62平方公里，海拔高度180米，2022年人口50，人口密度每平方公里117.55人。